# Epilobium korshinskyi
Epilobium korshinskyi är en dunörtsväxtart som beskrevs av Morozova. Epilobium korshinskyi ingår i släktet dunörter, och familjen dunörtsväxter. Inga underarter finns listade i Catalogue of Life.